# Peek (software)
Peek é um programa de software para Linux para criar um arquivo GIF animado simples baseado no formato de arquivo GIF89a. Um screencast é criado a partir de uma área de tela definida pelo usuário. O Peek é otimizado para gerar GIFs animados, mas também pode gravar diretamente em WebM ou MP4.
O Peek não é um aplicativo de screencast de propósito geral com recursos estendidos, mas se concentra na única tarefa de criar pequenos screencasts silenciosos de uma área da tela para criar animações GIF ou vídeos silenciosos WebM ou MP4.
O Peek é executado no X11 ou dentro de uma sessão do GNOME Shell Wayland usando o XWayland.
O Peek foi apresentado na edição 206/2018 da Linux Magazine.
Atualmente o programa se encontra na versão estável 1.5.1.